# 石川央
石川 央（いしかわ ひさし、1981年9月2日 - ）は、神奈川県横浜市出身の元アイスホッケー選手。ポジションは ゴールキーパー。
2004年に日本製紙クレインズに入団。